# Résolution 240 du Conseil de sécurité des Nations unies
Membres permanents
- Chine (Taïwan)
- États-Unis
- France
- Royaume-Uni
- URSS

Membres non permanents
- Argentine
- Brésil
- Bulgarie
- Canada
- Danemark
- Éthiopie
- Inde
- Japon
- Mali
- Nigéria

Résolution no 239 Résolution no 241
La Résolution 240  est une résolution du Conseil de sécurité des Nations unies adoptée le 25 octobre 1967, dans sa 1371e séance, qui condamne les violations du cessez-le-feu validé dans les résolutions passées (résolution du Conseil de sécurité des Nations unies principalement la 234) et a exprimé ses regrets au sujet des victimes et la perte de biens qui ont résulté de ces violations.
Le Conseil a réaffirmé la nécessité d'un strict respect des résolutions de cessez-le-feu et a demandé que les États membres concernés cessent immédiatement toutes les activités militaires interdites dans la région et à coopérer pleinement et rapidement avec l'Organisme des Nations unies chargé de la surveillance de la trêve.
La réunion, demandé par Israël, la Syrie et la République arabe unie pour contester diverses allégations, a adopté la résolution à l'unanimité.

## Vote
La résolution a été approuvée à l'unanimité.

## Texte
- Résolution 240 Sur fr.wikisource.org
- Résolution 240 Sur en.wikisource.org